# Шепелі (Псковська область)
Шепелі (рос. Шепели) — присілок в Усвятському районі Псковської області Російської Федерації.
Населення становить 4 особи. Входить до складу муніципального утворення Усвятська волость.

## Історія
Від 2015 року входить до складу муніципального утворення Усвятська волость.

## Населення
| 2001 | 2002 | 2010 |
| ---- | ---- | ---- |
| 0    | ↗8   | ↘4   |